# Данилов, Владимир Иванович
Владимир Иванович Данилов (род. 1943) — советский и российский математик и экономист, лауреат премии имени Л. В. Канторовича (2002).

## Биография
Родился в 1943 году.
В 1966 году — окончил механико-математический факультет МГУ.
Кандидат физико-математических наук (1970). Доктор физико-математических наук (1993).
С 1969 года — работает в ЦЭМИ РАН. В настоящее время — главный научный сотрудник Лаборатории математической экономики.
Основные научные интересы: алгебраическая геометрия, комбинаторика (дискретная выпуклость, таблицы Юнга, кристаллы, операторы замыкания). В математической экономике интересы сосредоточены вокруг понятия равновесия.
Автор более 80 научных работ.

## Награды
- Премия имени Л. В. Канторовича (2002) — за цикл работ «Теория экономического равновесия» 1990—2001 гг.

## Сочинения
- Данилов В. И., Сотсков А. И. Механизмы группового выбора. — М.: Наука, 1991. — 172,[3] с. ISBN 5-02-011963-6
- Данилов В. И. Лекции по теории игр. — М.: РЭШ, 2002. — 140 с. : ил. ISBN 5-8211-0193-X